# معركة سان خوان وتشوريوس
كانت معركة سان خوان المعروفة أيضاً باسم معركة سان خوان وتشوريوس، هي أول معركة من معركتي حملة ليما خلال حرب المحيط الهادئ وقد جرت في 13 يناير 1881. هذه المعركة هي في الحقيقة مجموعة من مواجهات أصغر في معقل دفاعي في فيلا، تشوريوس، سانتياغو دي سوركو، سان خوان دي ميرافلوريس، سانتا تيريزا ومورو سولار. وقد تمكن الجيش التشيلي بقيادة الجنرال مانويل باكويدانو من إحراز هزيمة قاسية على الجيش البيروفي بقيادة الرئيس الأعلى نيكولاس دي بييرولا. ألغى الانتصار التشيلي أول خط دفاعي يحرس ليما، وطمس الجيش البيروفي الذي يُدافع عنه.
في نهاية المعركة، أحرق الجيش التشيلي بلدة تشوريوس محاولًا القضاء على المدافعين البيروفيين الذين كانوا يحرسون هناك. خلال الليل، اُرتكِبت انتهاكات مدنية من قبل الجنود في حالة سكر.
على الرغم من هذه النتيجة، كان لا بد من خوض معركة أخرى لكي يتمكن الجيش التشيلي من دخول مدينة بيرو في ميرافلوريس، بعد يومين.

## وصلات خارجية
- Official Report of the colonel Arnaldo Panizo on the battle of the Morro Solar